# Stuart, Virginia
Stuart är administrativ huvudort i Patrick County i Virginia. Orten har fått sitt namn efter militären J.E.B. Stuart. Vid 2010 års folkräkning hade Rocky Mount 4 799 invånare. Domstolsbyggnaden i Stuart byggdes 1821–1822.